# Guernsey Airlines
Guernsey Airlines war eine britische Fluggesellschaft mit Sitz auf dem Flughafen Guernsey, die von 1977 bis 1988 betrieben wurde.

## Geschichte
Guernsey Airlines wurde am 14. April 1977 gegründet, zunächst als Tochtergesellschaft von Alidair für Charterflüge, die sich im März 1981 in Inter-City Airlines umbenannte.
Der erste kommerzielle Flug fand am 12. Dezember 1978 mit einem Flug nach Aberdeen statt.
Das Hauptgeschäft bestand aus Fracht- und Passagiercharterflügen sowie IT-Flügen. Einen erheblichen Anteil hatten auch Flüge für die Öl-industrie und andere Industrien wie die British Leyland Motor Corporation sowie Vermietungen an andere Fluggesellschaften wie British Airways, Dan-Air und Southern International.
Am 5. April 1980 begann der Linienbetrieb mit regelmäßigen Flügen zwischen Manchester und Guernsey. Das Netz von Linienflügen wurde 1982 erweitert, wobei die kürzeren Strecken mit Shorts 330 beflogen wurden.

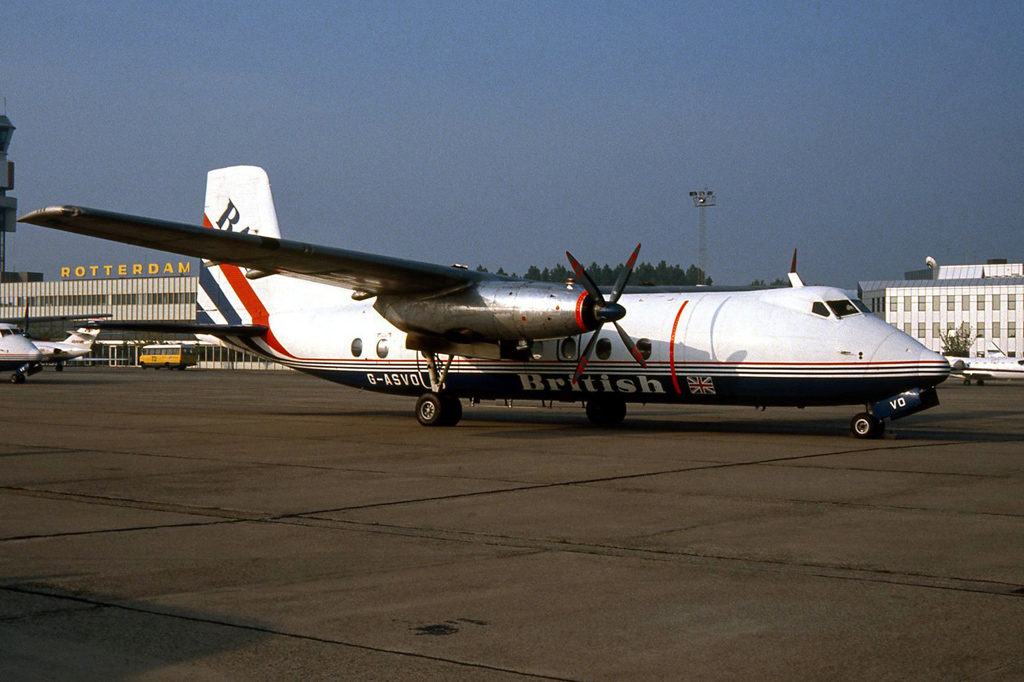
Die von der neuen Muttergesellschaft British Air Ferries zeitweise überlassene Handley Page Herald der Guernsey Airlines

Nach dem Zusammenbruch von Inter-City Airlines, der früheren Alidair, am 29. Juli 1983 wurde Guernsey Airlines von British Air Ferries (BAF) übernommen und begann Flüge unter dem neuen Eigentümer am 18. August 1983, nachdem je eine Vickers Viscount und Handley Page Herald von BAF übertragen worden waren.
Neue Inlandsstrecken wurden eröffnet, und im April 1985 kam eine Strecke nach Rotterdam hinzu, ebenso wie ein Nachtluftpostdienst zwischen Guernsey und London-Gatwick. Mit der umfangreichen Viscount-Flotte der BAF fand häufig ein Austausch der Maschinen statt.
Gegen Ende 1987 geriet British Air Ferries (BAF) in finanzielle Schwierigkeiten. Um diese zu reduzieren, wurde im Oktober die Tochtergesellschaft Guernsey Airlines an die Exxtor Group verkauft, den Besitzern von Aurigny Air Services, und ging weiter an die Investrment-Gruppe Jadepoint, die jedoch selbst im Januar 1988 unter Administrationsaufsicht gestellt wurde. Dabei wurden jedoch nur die Shorts-Flugzeuge abgegeben, während die einzige Viscount an die Flotte der BAF zurückging. Exxtor behielt den Betrieb in Guernsey jedoch nur für eineinhalb Jahre, bevor er im Juni 1989 an die International Leisure Group (ILG) verkauft und dann in die sich entwickelnde Air Europe Express integriert wurde. British Air Ferries (BAF) firmierte ab April 1993 unter dem endgültigen Namen British World Airlines, den die Gesellschaft bis zu ihrem Konkurs und ihrer Betriebseinstellung am 13. Dezember 2001 behielt.

## Flugziele
Abgesehen von Charterflügen gab es zahlreiche reguläre Linien im Inland, im Ausland nur nach Rotterdam.

## Flotte

### Flotte bei Betriebseinstellung
- Shorts 360
- Vickers Viscount

### Zuvor eingesetzte Flugzeuge
Zuvor wurden unter anderem auch folgende Luftfahrzeugtypen eingesetzt:
- Handley Page Herald
- Piper PA-23-50 Aztec
- Shorts 330
- Vickers Viscount 700
- Vickers Viscount 800

## Zwischenfälle

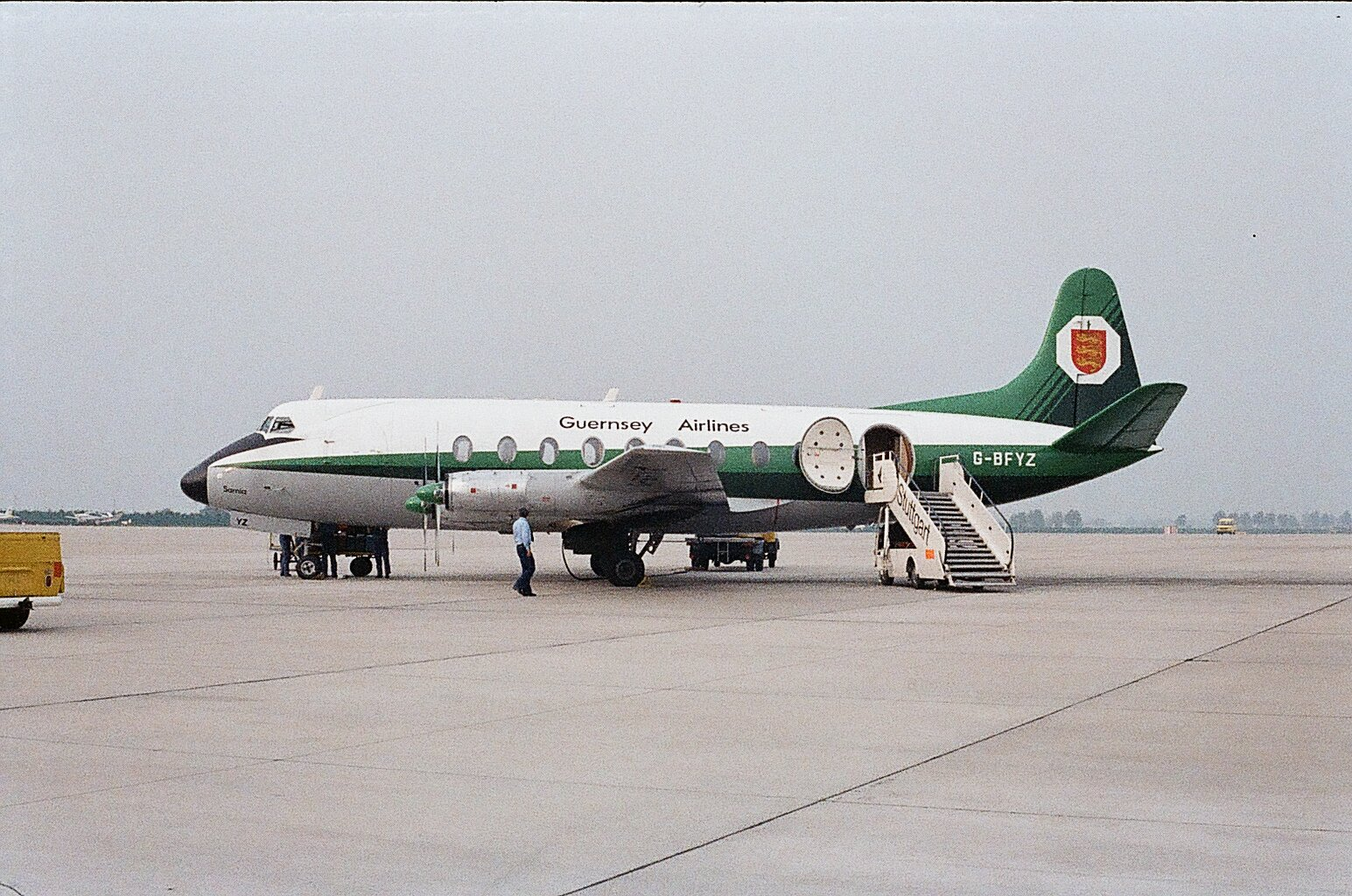
Die am 25. Oktober 1979 in Kirkwall verunglückte Viscount G-BGYZ der Guernsey Airlines, Stuttgart, im Mai 1979

- Am 25. Oktober 1979 schlug eine Vickers Viscount 735 der Guernsey Airlines (G-BFYZ) bei der Landung auf dem Flughafen Kirkwall (Vereinigtes Königreich) mit dem rechten äußeren Propeller auf der Landebahn auf. Bei schlechtem Wetter und böigem Seitenwind geriet die Maschine nach rechts von der Landebahn ab, das Bugfahrwerk brach zusammen und das Flugzeug wurde irreparabel beschädigt. Alle 51 Insassen, die vier Besatzungsmitglieder und 47 Passagiere, überlebten.[8][9]